# Hugh Grant
Hugh John Mungo Grant (London, 1960. szeptember 9. –) Golden Globe-díjas angol színész, producer.

## Élete
A Charing Cross Hospitalben született Hammersmithben, Londonban Fynvola Susan MacLean (tanárnő, született Wickham, Hampshire, 1933. október 11-én, meghalt Hounslow, London, 2001. július) és James Murray Grant százados (született 1929-ben) második fiaként. Felmenői között tudhatja William Drummondot, Strathallan 4. Vicomtját, Dr. James Stewartot, John Murray-t, Atholl első márkiját, Heneage Finchet, Nottingham első grófját, Sir Evan Nepeant és  Spencer Perceval egykori miniszterelnök egyik nővérét.
Grant apja Sandhurstben gyakorlatozott és a Seaforth Highlanders (skót ezred) katonájaként szolgált nyolc évig Németországban és Skóciában. Szőnyegcéget vezetett és olyan hobbikat űzött, mint a golf és akvarellfestés. Granték az Arlington Park Mansions mellett éltek a Sutton Lane-en.
A szülők gyerekeiknek a bankári állást képzelték el. Hugh bátyja, James New Yorkban él, bankár.
Hugh Oxfordban tanult az angol elit társaságában, ahol magára vette a bohém dandy szerepét, enyhe beképzeltség és barátságos lazaság sajátosan angol keverékével. A lazaság érdekében még egy exkluzív meleg egyetemi klubnak is tagja lett.
Iskolái: Wetherby School, Latymer Upper School, és New College, Oxford.

## Pályafutása
1982-ben debütált a Privileged című filmben.
Első emlékezetes szerepét az Maurice című James Ivory rendezte filmben játszotta, mely E.M. Forster azonos című regénye alapján készült. A homoszexuális Clive Durham megformálásáért elnyerte a legjobb színész díjat a Velencei Nemzetközi Filmfesztiválon.
Eleinte a nyársat nyelt mintaangol szerepkörében érvényesült (Keserű méz, Napok romjai, Szirének). Sokáig úgy tűnt, hogy életfogytiglani mellékszereplésre ítélt színész marad.
A világhírt a Négy esküvő és egy temetés című filmnek köszönheti, melyben Andie MacDowell partnere volt. Azóta, ha lökött figura szükséges egy vígjátékba (Áldatlan állapotban, Sztárom a párom), vagy egy arisztokratikusabb karakter egy drámába (Értelem és érzelem), a hollywoodi szereposztók mindig őt keresik meg.

## Magánélete
1987 és 2000 között Elizabeth Hurley brit színésznővel élt együtt, a kapcsolat Grant hűtlensége miatt ért véget. 
2004 és 2007 között Jemina Khan újságíró volt a partnere. 2011 szeptemberében született meg első gyermeke, Tabitha, Tinglan Hong kínai származású recepcióstól. Második gyermeke, John Mungo 2012-ben született, a svéd televíziós producerrel, Anna Elisabet Ebersteinnel való kapcsolatából. Harmadik gyermeke, Felix, egykori párjától, Tinglan Hongtól született 2013-ban. Negyedik gyermeke, akinek édesanyja szintén Eberstein, 2015 decemberében jött világra.

## Filmográfia

### Film
| Év   | Magyar cím                                       | Eredeti cím                                                | Szerep                   | Magyar hang    | Rendező                   |
| ---- | ------------------------------------------------ | ---------------------------------------------------------- | ------------------------ | -------------- | ------------------------- |
| 1982 |                                                  | Privileged                                                 | Lord Adrian              |                | Michael Hoffman (1.)      |
| 1987 | Maurice                                          | Maurice                                                    | Clive Durham             | Stohl András   | James Ivory (1.)          |
| 1987 | Úri passziók                                     | White Mischief                                             | Hugh Cholmondeley        |                | Michael Radford           |
| 1988 | Szél hátán                                       | Remando al viento                                          | Lord Byron               |                | Gonzalo Suárez            |
| 1988 | A fehér féreg búvóhelye                          | The Lair of the White Worm                                 | Lord James D’Ampton      | Stohl András   | Ken Russell               |
| 1988 |                                                  | The Dawning                                                | Harry                    |                | Robert Knights            |
| 1988 | Bengáli éjszakák                                 | La Nuit Bengali                                            | Allan                    |                | Nicolas Klotz             |
| 1988 |                                                  | Nocturnes (rövidfilm)                                      | Chopin                   |                | François Aubry            |
| 1990 | A nagy ember                                     | The Big Man                                                | Gordon                   |                | David Leland              |
| 1991 | Impromptu                                        | Impromptu                                                  | Frédéric Chopin          | Stohl András   | James Lapine              |
| 1991 | Impromptu                                        | Impromptu                                                  | Frédéric Chopin          | Nagy Ervin     | James Lapine              |
| 1992 | Keserű méz                                       | Bitter Moon                                                | Nigel Dobson             | Stohl András   | Roman Polański            |
| 1993 | Napok romjai                                     | The Remains of the Day                                     | Reginald Cardinal        | Zalán János    | James Ivory (2.)          |
| 1993 | Vonat a pokolba                                  | Night Train to Venice                                      | Martin Gamil             |                | Carlo U. Quinterio        |
| 1994 | Négy esküvő és egy temetés                       | Four Weddings and a Funeral                                | Charles                  | Stohl András   | Mike Newell (1.)          |
| 1994 | Szirének                                         | Sirens                                                     | Anthony Campion          | Stohl András   | John Duigan               |
| 1995 | Változások kora                                  | Restoration                                                | Elias Finn               | Stohl András   | Michael Hoffman (2.)      |
| 1995 | Értelem és érzelem                               | Sense and Sensibility                                      | Edward C. Ferrars        | Stohl András   | Ang Lee                   |
| 1995 | Áldatlan állapotban                              | Nine Months                                                | Samuel Faulkner          | Stohl András   | Chris Columbus            |
| 1995 | Az angol, aki dombra ment fel és hegyről jött le | The Englishman Who Went Up a Hill But Came Down a Mountain | Reginald Anson           | Stohl András   | Christopher Monger        |
| 1995 | Várva várt nagy kaland                           | An Awfully Big Adventure                                   | Meredith Potter          | Alföldi Róbert | Mike Newell (2.)          |
| 1996 | Halálos terápia                                  | Extreme Measures                                           | Dr. Guy Luthan           | Stohl András   | Michael Apted             |
| 1999 | A keresztapus                                    | Mickey Blue Eyes                                           | Michael Felgate          | Stohl András   | Kelly Makin               |
| 1999 | Sztárom a párom                                  | Notting Hill                                               | William Thacker          | Stohl András   | Roger Michell             |
| 2000 | Süti, nem süti                                   | Small Time Crooks                                          | David                    | Czvetkó Sándor | Woody Allen               |
| 2000 | Süti, nem süti                                   | Small Time Crooks                                          | David                    | Stohl András   | Woody Allen               |
| 2001 | Bridget Jones naplója                            | Bridget Jones's Diary                                      | Daniel Cleaver           | Széles László  | Sharon Maguire            |
| 2002 | Két hét múlva örökké                             | Two Weeks Notice                                           | George Wade              | Stohl András   | Marc Lawrence (1.)        |
| 2002 | Egy fiúról                                       | About a Boy                                                | Will Freeman             | Stohl András   | Chris Weitz               |
| 2002 | Egy fiúról                                       | About a Boy                                                | Will Freeman             | Stohl András   | Paul Weitz (1.)           |
| 2003 | Igazából szerelem                                | Love Actually                                              | David                    | Stohl András   | Richard Curtis            |
| 2004 | Bridget Jones: Mindjárt megőrülök!               | Bridget Jones: The Edge of Reason                          | Daniel Cleaver           | Széles László  | Beeban Kidron             |
| 2005 | Házavatás                                        | Housewarming                                               | új szomszéd (cameo)      |                | Brigitte Roüan            |
| 2006 | American Dreamz                                  | American Dreamz                                            | Martin Tweed             | Stohl András   | Paul Weitz (2.)           |
| 2007 | Zene és szöveg                                   | Music and Lyrics                                           | Alex Fletcher            | Stohl András   | Marc Lawrence (2.)        |
| 2009 | Hova lettek Morganék?                            | Did You Hear About The Morgans?                            | Paul Morgan              | Stohl András   | Marc Lawrence (3.)        |
| 2012 | Kalózok! – A kétballábas banda                   | The Pirates! In an Adventure with Scientists!              | Kalózkapitány (hangja)   | Nagy Ervin     | Peter Lord                |
| 2012 | Felhőatlasz                                      | Cloud Atlas                                                | Giles Horrox tiszteletes | Stohl András   | Andy és Lana Wachowski    |
| 2012 | Felhőatlasz                                      | Cloud Atlas                                                | hotel alkalmazottja      | Stohl András   | Andy és Lana Wachowski    |
| 2012 | Felhőatlasz                                      | Cloud Atlas                                                | Lloyd Hooks              | Stohl András   | Andy és Lana Wachowski    |
| 2012 | Felhőatlasz                                      | Cloud Atlas                                                | Denholme Cavendish       | Stohl András   | Tom Tykwer                |
| 2012 | Felhőatlasz                                      | Cloud Atlas                                                | Rhee ügyelő              | Stohl András   | Tom Tykwer                |
| 2012 | Felhőatlasz                                      | Cloud Atlas                                                | Kona vezér               | Stohl András   | Tom Tykwer                |
| 2014 | Hogyan írjunk szerelmet                          | The Rewrite                                                | Keith Michaels           | Stohl András   | Marc Lawrence (4.)        |
| 2015 | Az U.N.C.L.E. embere                             | The Man from U.N.C.L.E                                     | Mr. Waverly              | Stohl András   | Guy Ritchie (1.)          |
| 2016 | Florence – A tökéletlen hang                     | Florence Foster Jenkins                                    | St. Clair Bayfield       | Stohl András   | Stephen Frears            |
| 2017 | Paddington 2.                                    | Paddington 2                                               | Phoenix Buchanan         | Stohl András   | Paul King (1.)            |
| 2019 | Úriemberek                                       | The Gentlemen                                              | Fletcher                 | Stohl András   | Guy Ritchie (2.)          |
| 2022 | Tőrbe ejtve – Az üveghagyma                      | Glass Onion: A Knives Out Mystery                          | Phillip (cameo)          | Széles Tamás   | Rian Johnson              |
| 2023 | Fortune hadművelet – A nagy átverés              | Operation Fortune Ruse de guerre                           | Greg Simmonds            | Stohl András   | Guy Ritchie (3.)          |
| 2023 | Dungeons & Dragons: Betyárbecsület               | Dungeons & Dragons: Honor Among Thieves                    | Forge Fletcher           | Stohl András   | Jonathan Goldstein        |
| 2023 | Dungeons & Dragons: Betyárbecsület               | Dungeons & Dragons: Honor Among Thieves                    | Forge Fletcher           | Stohl András   | John Francis Daley        |
| 2023 | Wonka                                            | Wonka                                                      | Umpalumpa                | Stohl András   | Paul King (2.)            |
| 2024 | Cukormáz nélkül                                  | Unfrosted                                                  | Thurl Ravenscroft        | Stohl András   | Jerry Seinfeld            |
| 2024 | Eretnek                                          | Heretic                                                    | Mr. Reed                 | Stohl András   | Scott Beck és Bryan Woods |
| 2024 | Paddington Peruban                               | Paddington in Peru                                         | Phoenix Buchanan         | Stohl András   | Dougal Wilson             |
| 2025 | Bridget Jones: Bolondulásig                      | Bridget Jones: Mad About the Boy                           | Daniel Cleaver           | Stohl András   | Michael Morris            |

### Televízió
| Év        | Magyar cím                 | Eredeti cím                             | Szerep                          | Megjegyzések                               |
| --------- | -------------------------- | --------------------------------------- | ------------------------------- | ------------------------------------------ |
| 1985      |                            | Honour, Profit and Pleasure             | Lord Burlington                 | tévéfilm                                   |
| 1985      | Jenny harca                | Jenny's War                             | Peter Baines                    | minisorozat (4 epizód)                     |
| 1985      |                            | The Detective                           | Andrew Blackenall               | minisorozat (2 epizód)                     |
| 1985      |                            | The Last Place on Earth                 | Apsley Cherry-Garrard           | minisorozat (hat epizód)                   |
| 1986      |                            | Lord Elgin and Some Stones of No Value  | William Hamilton Nisbet / James | tévéfilm                                   |
| 1986      |                            | Shades of Darkness                      | Robert Drover                   | 1 epizód                                   |
| 1986      |                            | Ladies in Charge                        | Gerald Boughton-Green           | 1 epizód                                   |
| 1986      |                            | A Very Peculiar Practice                | Preacher Colin                  | 1 epizód                                   |
| 1989      | Viszontlátásra             | Till We Meet Again                      | Bruno de Lancel                 | 2 epizód                                   |
| 1989      | Pezsgő élet                | Champagne Charlie                       | Charles Heidsieck               | tévéfilm                                   |
| 1989      | A lady és az útonálló      | The Lady and the Highwayman             | Lucius Vyne / Silver Blade      | - tévéfilm - magyar hangja: - Lux Ádám     |
| 1991      |                            | The Trials of Oz                        | Richard Neville                 | tévéfilm                                   |
| 1991      | A mi fiaink                | Our Sons                                | James Grant                     | - tévéfilm - magyar hangja: - Stohl András |
| 1991–1993 |                            | Performance                             | Alsemero / Richard Neville      | 2 epizód                                   |
| 1992      |                            | Shakespeare: The Animated Tales         | Sebastian (hangja)              | 1 epizód                                   |
| 1996      | A dadus                    | The Nanny                               | önmaga                          | 1 epizód (stáblistán nem szerepel)         |
| 1999      |                            | Doctor Who and the Curse of Fatal Death | 12. Doktor                      | különkiadás                                |
| 1999–2002 | Robbie, a rénszarvas       | Robbie the Reindeer                     | Blitzen                         | különkiadás (2 epizód)                     |
| 2017      |                            | Red Nose Day Actually                   | David                           | rövidfilm                                  |
| 2017      |                            | W1A                                     | önmaga                          | 1 epizód                                   |
| 2018      | Egy nagyon angolos botrány | A Very English Scandal                  | Jeremy Thorpe                   | minisorozat (3 epizód)                     |
| 2019      |                            | One Red Nose Day and a Wedding          | Charles                         | rövidfilm                                  |
| 2020      | Tudhattad volna            | The Undoing                             | Dr. Jonathan Fraser             | minisorozat (6 epizód)                     |
| 2020      |                            | Death to 2020                           | Tennyson Foss                   | különkiadás                                |
| 2024      | A rezsim                   | The Regime                              | Edward Keplinger                | minisorozat (1 epizód)                     |

## Fordítás
- Ez a szócikk részben vagy egészben  a   Hugh Grant című angol Wikipédia-szócikk fordításán alapul.  Az eredeti cikk szerkesztőit annak laptörténete sorolja fel. Ez a jelzés csupán a megfogalmazás eredetét és a szerzői jogokat jelzi, nem szolgál a cikkben szereplő információk forrásmegjelöléseként.
- Ez a szócikk részben vagy egészben  a   Hugh Grant filmography című angol Wikipédia-szócikk fordításán alapul.  Az eredeti cikk szerkesztőit annak laptörténete sorolja fel. Ez a jelzés csupán a megfogalmazás eredetét és a szerzői jogokat jelzi, nem szolgál a cikkben szereplő információk forrásmegjelöléseként.